# Хаабсааре
Хаабсааре (ест. Haabsaare) — село в Естонії, входить до складу волості Антсла, повіту Вирумаа.